# Polyrhachis peregrina
Polyrhachis peregrina är en myrart som beskrevs av Smith 1860. Polyrhachis peregrina ingår i släktet Polyrhachis och familjen myror. Inga underarter finns listade i Catalogue of Life.